# Cyprinodon nevadensis
Cyprinodon nevadensis är en fiskart som beskrevs av Eigenmann och Eigenmann, 1889. Cyprinodon nevadensis ingår i släktet Cyprinodon och familjen Cyprinodontidae.

## Underarter
Arten delas in i följande underarter:
- C. n. amargosae
- C. n. calidae
- C. n. mionectes
- C. n. pectoralis
- C. n. shoshone
- C. n. nevadensis